# 开罗省
開羅省（阿拉伯语：محافظة القاهرة），是埃及的一個省，位于該國尼羅河三角洲東南角。首府開羅同時也是埃及的首都。開羅省面积3,085平方公里，人口13,000,000人（2006年统计）。2008年4月17日，赫勒萬省自本省分出，2011年4月又合併入本省。